# Длинная ночь
«Длинная ночь» (англ. The Long Night) — фильм нуар режиссёра Анатоля Литвака, который вышел на экраны в 1947 году.
Это ремейк фильма французского режиссёра Марселя Карне «День начинается» (1939). Фильм рассказывает о заводском рабочем и ветеране войны Джо Адамсе (Генри Фонда), который загнан в тяжёлые жизненные обстоятельства и страдает от любви к девушке по имени Джо Энн (Барбара Бел Геддес). В порыве ревности он убивает своего соперника фокусника Максимилиана «Макса» Великого (Винсент Прайс), после чего запирается в своей комнате, не желая сдаваться властям.
Несмотря на высокий художественный уровень картины, особенно в плане художественной постановки и операторской работы, после её выхода на экраны критики давали ей в основном невысокие оценки, обращая внимание на путаный сюжет и медленный темп. Картина также провалилась в прокате, принеся студии крупный убыток.
Это первое появление на экране характерной актрисы Барбары Бел Геддес, которое стало трамплином для её карьеры. Сразу после этого фильма студия RKO подписала с актрисой 7-летний контракт.

## Сюжет
Действие происходит в небольшом сталелитейном городке где-то в районе пересечения штатов Огайо, Пенсильвания и Индиана. Однажды слепой ветеран войны Фрэнк Данлэп (Элиша Кук-младший) возвращается домой. Когда он поднимается по лестнице в свою комнату в многоэтажном доходном доме, раздаётся выстрел. Из квартиры на верхнем этаже вываливается застреленный, скатываясь по двум лестничным пролётам и умирая у ног Фрэнка. Вскоре после прибытия на место преступления полиция устанавливает, что убитым является фокусник Максимилиан «Макс» Великий (Винсент Прайс), и его предположительно застелили в комнате, которую арендует ветеран войны, заводской рабочий Джо Адамс (Генри Фонда). Полицейские стучат в дверь Джо, чтобы его допросить, однако Джо отказывается говорить и несколько раз стреляет в закрытую дверь. Шериф Нед Мид (Говард Фриман) вызывает подкрепление и приказывает своим людям занять позиции в гостиничных номерах на другой стороне улицы, чтобы иметь возможность вести огонь по Джону через окно. Когда полиция начинает стрелять, Джо отходит от окна и начинает вспоминать события, которые привели его к этой ситуации.
Некоторое время назад на заводе, где Джо работает пескоструйщиком, он знакомится с милой молодой девушкой Джо Энн (Барбара Бел Геддес), которая работает в цветочном магазине и доставила букет одному из директоров завода. Джо завязывает с Джо Энн непринуждённый разговор, выясняя, что она выросла в том же сиротском приюте, что и он, а теперь живёт с пожилой парой, владеющей цветочным магазином. Общее сиротское прошлое сразу же пробуждает между ними взаимную симпатию. Джо начинает встречаться с Джо Энн, и три недели спустя они уже нежно целуются. Чувствуя себя глубоко влюблённым, Джо делает предложение, однако Джо Энн, которая ещё не разобралась в своих чувствах, уходит от ответа. Заподозрив что-то, Джо уходит, поджидая в машине около её дома. Когда Джо Энн выходит из дома, Джо следит за ней. Девушка приходит в ночной клуб «Джунгли», чтобы посмотреть выступление фокусника Максимилиана Великого. Пока зачарованная Джо Энн из зала наблюдает за Максом, Джо подходит к стойке бара, где знакомится с сексуальной и саркастичной Шарлин (Энн Дворак), она же Чарли, которая только что уволилась из шоу Макса, где работала его ассистенткой. Озлобленная Чарли крайне негативно отзывается о Максе, называя его распутным хамом. После завершения своего выступления Макс, который значительно старше Джо Энн, приглашает её за свой личный столик, а затем пытается убедить Чарли вернуться в его номер. Возмутившись высокомерным и грубым отношением Макса к Чарли, Джо встаёт на её защиту.
Действие переносится в настоящее время. У дома Джо собирается толпа. Его друг, сосед и коллега Билл Пулански (Дэвид Кларк) просит дать ему возможность поговорить с Джо, однако начальник полиции Боб Макманус (Морони Олсен) отказывает ему. Чарли тоже рвётся поговорить с Джо, но полицейские силой удерживают её. Затем люди Макмануса открывают огонь по входной двери в комнату Джо, разбивая выстрелами замок, однако, прежде чем они успевают войти, Джо блокирует дверь платяным шкафом. Тогда Мид приказывает доставить и пустить в комнату слезоточивый газ. Тем временем Джо снова погружается в воспоминания.
Он вспоминает, как однажды пришёл домой к Чарли, живущей в гостинице, расположенной напротив его дома. Они уже некоторое время встречаются, и Чарли очевидно в него влюблена, хотя и не хочет никак ограничивать его свободу. В этот момент появляется Макс, который предлагает Джо срочно поговорить наедине в баре на первом этаже. Там Макс сообщает Джо, что он отец Джо Энн. Он давно потерял с ней связь, но теперь нашёл её и чувствует за неё ответственность. На правах отца Макс требует, чтобы Джо держался от Джо Энн подальше, так как с таким бедным и малоразвитым человеком, как он, её ожидает безрадостное будущее. Возмущенный Джо отвечает Максу, что женится на Джо Энн, и идёт к ней. Когда Джо заявляет Джо Энн, что ему известно о том, что Макс — её отец, Джо Энн категорически это отрицает. Затем Джо Энн рассказывает Джо, как она познакомилась с Максом несколько месяцев назад. Однажды вечером она оказалась на шоу Макса, где Чарли по его указанию выбрала Джо Энн для участия в одном из номеров. Джо Энн была одновременно напугана и взволнована харизматичным фокусником. Несколько дней спустя он пригласил её на концерт классической музыки. Провожая её домой, Макс завёл речь о том, что они созданы друг для друга. Перед дверями дома, несмотря на её возражения, Макс силой поцеловал её. Джо Энн отбилась от него, дала ему пощёчину и убежала. Зайдя в дом, Джо Энн ощутила ненависть к Максу и одновременно почувствовала, что испытывает тягу к нему. Некоторое время спустя накануне Рождества Макс прислал Джо Энн дорогое платье и туфли. Джо Энн, которая никогда ранее не получала таких подарков, после этого простила Макса и снова начала с ним встречаться. Однако вскоре Макс уехал на многомесячные гастроли по стране, и в это время Джо Энн познакомилась с Джо.
После того, как Джо Энн заканчивает свой рассказ, она уверяет Джо, что любит только его, и в знак своих чувств дарит ему дорогую для неё ацтекскую брошь. Вскоре Джо заходит попрощаться с Чарли, которая отправляется на гастроли в качестве ассистентки с другим артистом. Она рассказывает, что больше не будет работать с Максом, который развращает всех вокруг себя и жесток по отношению к животным, которые выступают в его номере. Когда она открывает свой чемодан, то Джо видит там среди прочих вещей картонку с ацтекскими брошами, которые, как поясняет Чарли, Макс закупил по 85 центов за штуку и дарит всем девушкам, с которыми встречается. Увидев болезненную реакцию Джо, Чарли понимает, что он влюблён в Джо Энн, которая получила такую же брошь, и невольно смеется.
Действие снова переносится в настоящее время. Помощники шерифа находят и привозят к дому Джо Энн. Она умоляет, чтобы ей разрешили поговорить с Джо, однако Макманус даёт указание её изолировать, и по мегафону призывает Джо сдаться. В ответ Джо подходит к окну и произносит целую речь, бросая вызов толпе и провоцируя полицию на кардинальные меры. Между тем собравшиеся внизу люди, среди которых Фрэнк, Билл, Чарли, а также многие другие, которые хорошо знают Джо, всячески выражают ему свою поддержку. Несмотря на это, он демонстративно отворачивается и уходит. Когда Джо Энн пытается прорваться сквозь толпу, чтобы добраться до Джо, её случайно сбивает с ног мужчина с велосипедом. Билл и Чарли помогают ей подняться и отводят её в сторону. Затем прибывают ещё полицейские, которые готовятся к штурму комнаты Джо с применением газа.
Тем временем Джо вспоминает свою последнюю встречу с Максом. Этим вечером Макс неожиданно пришёл домой к Джо, требуя, чтобы он перестал встречаться с Джо Энн. Начинается ссора, в ходе которой Джо практически выталкивает Макса из окна, однако в последний момент останавливается, так как не может заставить себя убить человека. Макс замечает, что убить человека не так-то просто, после чего кладёт на стол пистолет, спокойно заявляя, что пришёл с намерением застрелить Джо. Увидев на комоде ацтекскую брошь, Макс начинает насмехаться над серостью и убогостью Джо. Он заявляет, что считает Джо ниже себя, а затем намекает на то, что у него с Джо Энн была интимная связь. Это приводит Джо в ярость, он хватает пистолет и стреляет в Макса.
Снова действие переносится в настоящее время. Полиция через окно начинает забрасывать комнату шашками со слезоточивым газом. Тем временем Джо Энн обходит полицию и по лестнице поднимается ко входу в его комнату. Через дверь она говорит, что любит его, и что многочисленные друзья, которые собрались внизу, желают ему добра. В смятенных чувствах, Джо сначала стреляет в дверь. Затем, одумавшись, отталкивает шкаф, открывает дверь и обнимает её. Джо Энн уговаривает его поверить в себя и в то, что всё ещё можно исправить. Она заявляет, что без него её жизнь потеряет всякий смысл, и он должен помнить, что многие люди верят в него. Когда в комнате начинает распространяться газ, Джо берёт Джо Энн на руки и спускается по лестнице. Полиция арестовывает и уводит его. Джо Энн клянётся, что будет его ждать. На выходе он говорит друзьям, что со всем справится.

## В ролях
- Генри Фонда — Джо Адамс
- Барбара Бел Геддес — Джо Энн
- Винсент Прайс — Максимилиан «Макс» Великий
- Энн Дворак — Шарлин, она же Чарли
- Говард Фриман — шериф Нед Мид
- Морони Олсен — шеф полиции Боб Макманус
- Элиша Кук — младший — Фрэнк Данлэп
- Куини Смит — миссис Талли
- Дэвид Кларк — Билл Пулански
- Чарльз Макгроу — полицейский Стивенс
- Пэтти Кинг — Пегги

## Создатели фильма и исполнители главных ролей
Как пишет режиссёр и киновед Брет Вуд, продюсеры фильма Робер и Рэймон Акимы родились в Египте и начинали свою кинокарьеру во Франции. Они, в частности, продюсировали такие фильмы с Жаном Габеном, как «Пепе ле Моко» (1937), «Человек-зверь» (1938) и «День начинается» (1939). Во время Второй мировой войны Акимы работали в США, после чего вернулись в Европу, где продюсировали такие признанные фильмы, как «Золотая каска» (1952), «На ярком солнце» (1960), «Затмение» (1962) и «Дневная красавица» (1967).
Режиссёр фильма Анатоль Литвак родился в 1902 году в Киеве, который в то время входил в состав Российской империи, а свой первый фильм поставил в 1930 году в Германии. В дальнейшем он поставил во Франции такие фильмы, как «Экипаж» (1935) и «Майерлинг» (1936), а с 1937 года стал работать в Голливуде. Во время войны в 1942—1945 годах Литвак служил в армии США, где ставил документальные фильмы в сотрудничестве с режиссёром Фрэнком Капрой. Его первым фильмом после возвращения в Голливуд стала «Длинная ночь». В 1949 году Литвак номинировался на «Оскар» как лучший режиссёр за фильм «Змеиная яма» (1948), а в 1952 году на «Оскар» номинировалась его картина «Решение перед рассветом» (1951). К числу других наиболее признанных картин режиссёра относятся «Всё это и небо в придачу» (1940), «Извините, ошиблись номером» (1948) и «Ночь генералов» (1967).
Исполнитель главной роли Генри Фонда в 1941 году был номинирован на «Оскар» за главную роль в фильме «Гроздья гнева» (1940), а в 1982 году — завоевал «Оскар» за главную роль в фильме «На золотом пруду» (1982). Кроме того, как продюсер он был удостоен номинации на «Оскар» в категории «Лучший фильм» за картину «12 разгневанных мужчин» (1957), в которой также сыграл главную роль. Кроме того, Фонда сыграл памятные роли в таких фильмах, как «Леди Ева» (1941), «Случай в Окс-Боу» (1942), «Моя дорогая Клементина» (1946), «Не тот человек» (1956), «Система безопасности» (1964) и «Однажды на Диком Западе» (1968).
Барбара Бел Геддес была дочерью известного промышленного и театрального дизайнера Нормана Бела Геддеса. С 1941 года она стала выступать на бродвейской сцене, где в 1945 году на её игру в спектакле Элии Казана «Глубокие корни» обратил внимание Литвак. Он пригласил её сниматься в фильме «Длинная ночь», который стал для неё дебютом в кино. После этой картины Бел Геддес подписала семилетний контракт со студией RKO Pictures, что положило начало её долгой и плодотворной карьере в кино и на телевидении. В 1949 году Бел Геддес была номинирована на «Оскар» за роль второго плана в фильме «Я помню маму» (1948). Среди прочих фильмов Бел Геддес наиболее известны «Пленница» (1949), «Паника на улицах» (1950), «Четырнадцать часов» (1951) и «Головокружение» (1958). Однако наибольшую известность актрисе принесла одна из главных ролей в многолетнем телесериале «Даллас», в котором она играла в 1978 по 1990 год, появившись в 304 эпизодах этого сериала.

## История создания и проката фильма
Согласно сообщению «Голливуд Репортер» от августа 1946 года, братья Аким весной 1945 года приобрели права на всемирно популярный фильм 1939 года «День начинается», который поставил Марсель Карне, а в главных ролях снялись Жан Габен, Жюль Берри и Арлетти. Сюжет этого фильма был положен в основу «Длинной ночи».
Студия RKO Pictures арендовала Винсента Прайса у Twentieth Century Fox специально для съёмок в этом фильме.
Фильм снимался под названием «Время убивать» (англ.  A Time to Kill), которое было заимствовано из книги Екклесиаста 3:3 («Время убивать и время исцелять…»). Перед выпуском картины название было изменено. Как полагает Вуд, "очевидно, продюсеры предпочли шекспировскую отсылку библейской, и фильм в том виде, в каком он существует сегодня, содержит вступительные титры, которые заканчиваются следующей цитатой: «Ночь длинна / Что никогда не настигает день». Уильям Шекспир, «Макбет», акт IV, сцена III.
Историю открывает закадровый рассказчик, который начинает повествование на фоне видов небольших промышленных городов, расположенных в Огайо, Пенсильвании и Индиане. Затем Генри Фонда в роли Джо Адамса ведёт закадровое повествование на протяжении всего фильма, иногда закадровое повествование ведёт Барбара Бел Геддес от лица Джо Энн.
Повторяющийся музыкальный мотив, слышимый на протяжении всей истории, пока Джо меряет шагами свою комнату, взят из второй части Седьмой симфонии Бетховена.
Фильм находился в производстве с 26 августа до 9 декабря 1946 года, и вышел на экраны 6 августа 1947 года.
Согласно современным источникам, фильм потерпел финансовый провал, принеся убыток около одного миллиона долларов.

## Художественное решение фильма
По словам Вуда, «даже на момент выпуска фильма было ясно, что визуальный стиль является его самой яркой чертой». Как отметил кинокритик New York Herald Tribune Отис Л. Гернси-младший, «если бы только атмосфера и настроение смогли поддержать фильм, эта новая мелодрама вошла бы в число самых эффектных фильмов года».
Как поясняет Вуд, отличительной чертой фильма является то, что он (за исключением пролога, который используется для обозначения места действия) почти полностью снят в помещении. В этом не было бы ничего особенного, если бы в картине не было множества уличных сцен в таких местах, как заводские дворы, пустыри, улицы и заправочные станции. В данном случае, «вместо того, чтобы полагаться на рирпроекцию или нарисованные задники, которые придают декорациям нежелательную двухмерность, художник-постановщик Эжен Лурье разработал сложные декорации, построенные в принудительной перспективе, чтобы создать иллюзию глубины в пределах съёмочного павильона» (Принудительная перспектива означает, что определённые части пейзажа построены в меньшем масштабе, обманывая глаз и заставляя его поверить, что объекты находятся гораздо дальше).
Лурье позже писал: «Мы не планировали устранять реальность; мы хотели создать наиболее подходящую реальность для фильма. Опуская некоторые бесполезные детали, подчеркивая некоторые другие, передавая настроение с помощью освещения, цветов, форм и линейной композиции, художник-постановщик может сделать декорации намного лучше, более выразительно, чем реальные локации. Они могут стать более реальными, чем настоящие. Это поэтическая реальность, реальность с душой».
По словам Вуда, самой сложной декорацией был сам пансион, для чего потребовалось строительство многоэтажного жилого дома, а также городская площадь с прилегающими зданиями и статуей военного мемориала — и всё это в рамках съёмочного павильона. Как поясняет Вуд, «причиной, по которой продюсеры решили построить декорации в павильоне (хотя уже существовала реальная локация), была крайняя сложность постановки света во внешней локации ночью — а почти все сцены здесь происходят ночью. Воссоздав обстановку в помещении, стало намного легче контролировать свет, а также качество звука».
Как далее пишет Вуд, «несколько сцен происходят на фоне огромных городских фабрик, постоянно извергающих в небо дым и огонь». Это поставило перед создателями фильма несколько проблем. Сначала Лурье подумал о нарисованном заднике, но быстро отказался от него. «Нам приходилось снимать как дневные, так и ночные сцены, что потребовало бы покраски двух отдельных задников, что было бы очень дорого, если бы они были сделаны в натуральную величину». В итоге Лурье принял решение построить миниатюрную фабрику в принудительной перспективе, которая была размещена в задней части съёмочной площадки перед нарисованным небом. Как сказал Лурье, «помимо того, что я лично предпочитал трёхмерные миниатюры плоской живописи, я также чувствовал, что этот метод имеет ещё одно преимущество. Миниатюрную декорацию можно освещать вместе с остальной частью декорации, создавая общее настроение и единство освещения». Кроме того, она может быть сконструирована так, чтобы испускать дым и огонь, обеспечивая дополнительный уровень подлинности.
Вместо того, чтобы изображать грузовые поезда, проходящие между фабрикой и дешёвой жилой частью города, Лурье решил просто намекнуть на их присутствие, направляя дым вверх от декораций и перемещая его по кадру (эта техника была позаимствована из фильма «День начинается»). Тонкое применение звуковых эффектов железной дороги завершает иллюзию.
Как пишет Вуд, «в конце концов, Лурье достиг ощущения „поэтического реализма“, к которому он стремился, хотя не все оценили его усилия». Босли Краузер в «Нью-Йорк Таймс», в частности, написал: «Показанная в фильме окружающая среда не совместима с реализмом, на который она явно претендует. Предполагается, что это место — фабричный городок в поясе Пенсильвания-Огайо, и персонажи, естественно, должны быть родом из этого региона. Но всё выглядит совершенно искусственно».

## Оценка фильма критикой

### Общая оценка фильма
После выхода картины на экраны кинокритик «Нью-Йорк Таймс» Босли Краузер выразил мнение, что французский фильм «День начинается», на котором основана данная картина, «хотя и не был безупречным фильмом, во всех отношениях превосходит эту новую работу», которая несёт в себе характерный отпечаток голливудского стиля. Как пишет Краузер, «во-первых, довоенная французская картина режиссера Марселя Карне была верна, по крайней мере, обстановке, в которой разворачивалась эта болезненная драма». Она создавала «достоверную картину убогого полусвета и мрачных порочных сообщников, с которыми общался убийца». Однако у Литвака «старательно выстроенная дешёвая обстановка наполнена самыми неправдоподобными людьми. И сама обстановка несовместима с реализмом, на который фильм явно претендует». Предполагается, что это фабричный городок в поясе Пенсильвания — Огайо, и персонажи, естественно, должны быть родом из этого региона. Однако, они «действуют и разговаривают с гораздо большим блеском и размахом, чем можно было бы от них ожидать». Более того, более или менее следуя сюжету французского фильма, «эта упорно неубедительная картина завершается на откровенно обнадёживающей ноте». Подводя итог, Краузер называет фильм «очевидной театральной подделкой, разоблаченной собственными притязаниями и слишком многословным сценарием Джона Векслера».
Вуд со своей стороны отмечает, что «хотя Краузер, безусловно, имеет право на своё мнение, не совсем точно считать эту картину грубой голливудизацией европейского фильма. Точнее было бы сказать, что это европейская постановка, которая случайно была снята в Голливуде. Все продюсеры и режиссёр этой картины до Второй мировой войны работали во французской киноиндустрии и попытались привнести в американское кино больше европейской чувствительности». Вуд назвал картину «редко встречающейся жемчужиной послевоенного американского кинематографа», отметив, что это «в равной степени фильм нуар, классический голливудский романтический фильм и европейский артхаус».
После выхода картины рецензент журнала «Лайф» обвинил «голливудский коммерциализм и отупляющий институт цензуры» в низком качестве фильма, отметив, что «потому что всё, что связано с инцестом, запрещено цензурой в американских фильмах, и потому что Голливуд считает печальные концовки убыточными, трогательная и зрелая трагедия была переделана в мелодраматический гуляш».
Современногый исследователь жанра нуар Спенсер Селби написал, что «как и в случае с фильмом „Человеческое желание“ (1954), этот ремейк французского шедевра „День начинается“(1939) сохраняет настроение, но не полный фатализм своего предшественника». Как пишет другой исследователь жанра нуар Майкл Кини, «Литвак использует все нуарные приёмы, но лишь благодаря экспрессионистской операторской работе Сола Полито и запоминающейся музыке Дмитрия Темкина этот разочаровывающий фильм поднимается над посредственным уровнем». Как далее пишет критик, история передаётся через «флэшбэки и двойные флэшбэки» (флэшбек внутри флэшбеков), развивая историю «удручающе медленно», и только «попытки идентифицировать всех знакомых персонажей фильма помогают скоротать время».
Другой современный киновед Крейг Батлер назвает фильм «захватывающим, хотя порой и запутанным нуарным триллером», который «позволил Генри Фонде продемонстрировать своё значительное драматическое мастерство». По словам Батлера, «сюжетная линия, включающая несколько флэшбеков, временами оказывается немного запутанной, а мелодрама иногда становится немного тяжеловесной, но в целом режиссёр Анатоль Литвак отлично справляется с работой по созданию напряженности и удержанию фильма на должном уровне». Как далее пишет Батлер, режиссёру «очень помогает выдающаяся операторская работа Сола Полито, камера которого исключительно важна для того, чтобы раскрыть душу истории».
Современный историк кино Деннис Шварц отмечает, что этот фильм нуар в сюжетном плане идентичен драме Марселя Карне 1939 года, но имеет счастливый конец. Шварц особенно выделяет «замечательную черно-белую операторскую работу Сола Полито, благодаря которой картина приобрела чудесный мерцающий вид нуара», однако сама история «передана пресно». По словам Шварца, «весь драматизм кажется глупым и вряд ли необходимым. Трудно сопереживать и истории любви, поскольку она так и не материализовалась на экране как нечто реальное».

### Оценка актёрской игры
По мнению Краузера, актёрские работы в фильме слабее, чем во французском оригинале. Так, Генри Фонда, хотя он «и угрюм и жалок в роли спрятавшего беглеца, не является тем измученным гневом убийцей, каким был мистер Габен в этой роли, в то время как Барбара Бел Геддес в роли его подруги гораздо менее беспокойна, и скорее просто мила». Что касается Прайса, то он «слишком изыскан для мелкого артиста», а Энн Дворак «ведёт себя немного глупо в роли убитой горем эстрадной артистки».
По мнению Денниса Шварца, «Фонда неправильно взят на роль разочарованного вернувшегося солдата Второй мировой войны, пытающегося приспособиться к гражданской жизни, но чувствующего себя разочарованным из-за того, что его девушка солгала ему». По мнению критика, «Жан Габен в аналогичной роли сыграл богато и мощно, в то время как Фонда совершенно не убеждает в том, что он потерянная душа, погрязшая в жалости к себе». Что же касается Прайса, то он «в своём самом жутком образе придаёт фильму жизнь своими преувеличенно маниакальными движениями». Как полагает современный историк фильмов нуар Майкл Кини, «Фонда используется впустую в роли ветерана Второй мировой войны, чья ревность в один безумный момент вызывает в нём взрыв и делает его убийцей». С другой стороны «Прайс в роли второсортного фокусника проводит весь фильм, пытаясь соблазнить Бел Геддес, которую ревнивый, настроенный на брак Фонда знает уже целых шесть недель». Дворак же в роли бывшей ассистентки Прайса «играет девушку, которая влюбляется в Фонду, хотя он и не проявляет к ней никакого интереса».
С другой стороны, Батлер высоко оценил актёрскую игру. По его мнению, «Фонда не разочаровывает, создавая образ ветерана войны, одиночество которого усугубляется отчуждением, которое он испытывает, когда по возвращении с войны не может по-настоящему вписаться в общество так, как хотел бы. Внутри него есть пороховая бочка страха, и она взрывается, когда обстоятельства в этом фильме приводят его к убийству, которое ставит его на грань». Как отмечает критик, «Фонда находится в центре внимания на протяжении всего фильма, и он украшает свою игру прекрасными моментами озарения». Однако, по мнению Батлера, «он близок к тому, чтобы оказаться в тени Винсента Прайса, чья эффектная роль была написана для бьющего через край образа коварного зла», в создании которого актёр «преуспел». Что же касается женских ролей, что «Энн Дворак хороша в роли умудрённой опытом девушки, а Барбара Бел Геддес блистает в роли невинной девушки, вокруг которой разворачивается конфликт».